# Michael Lonsdale
Michael Lonsdale (París, 24 de mayo de 1931-París, 21 de septiembre de 2020) fue un actor y pintor francés. Trabajó en más de 180 producciones en francés y en inglés, ya fueran películas, programas de televisión o representaciones teatrales. En múltiples oportunidades interpretó personajes que ejercen el sacerdocio y, por uno de ellos, el de monje trapense en De dioses y hombres (2010), ganó un premio César.

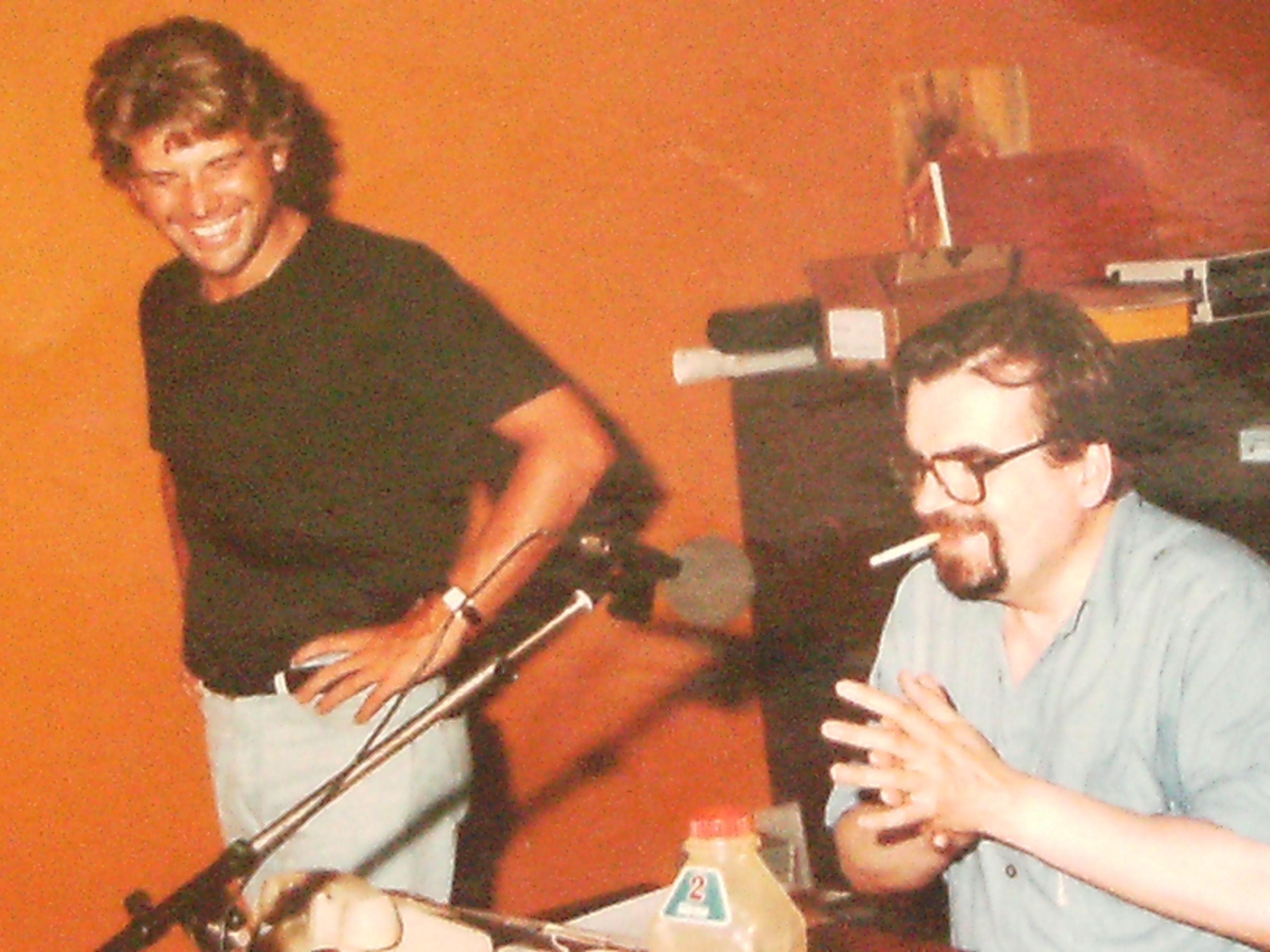
Lonsdale —derecha— y Charles Dubois filmando Canevas la ville (1986)

## Biografía
Era hijo de Edward Lonsdale-Crouch, un militar inglés, y de Simone Béraud, de origen francoirlandés. Por tal motivo, nació en París pero en la infancia vivió en sitios tales como Londres, las Islas del Canal y Casablanca (Marruecos), donde participó en programas radiofónicos en 1943. Regresó en 1947 a Francia, donde Roger Blin le ofreció trabajar en teatro. En ese momento cambió su nombre, adoptando Michael por Alfred de Turris. Debutó en cine cuando trabajó en El proceso (1962), de Orson Welles.
En su carrera cinematográfica interpretó papeles con directores como Welles, François Truffaut, Louis Malle, Luis Buñuel, Jean-Pierre Mocky, Fred Zinnemann, Steven Spielberg, James Ivory o Alejandro Amenábar, entre otros, y trabajó en teatro con Dürrenmatt, Beckett y Duras. También participó en una película de la saga del agente secreto James Bond, Moonraker (1979), interpretando el papel del villano Hugo Drax.
Católico comprometido, formó parte del Movimiento carismático. Como reveló en sus memorias, durante las clases de teatro con Tania Balachova en 1947 conoció y se enamoró de una de sus compañeras, Delphine Seyrig, con quien no consiguió concretar una relación. «Era ella o ninguna, y por eso a los 85 años sigo soltero», escribió. Falleció el 21 de septiembre de 2020 en París.

## Filmografía
| Película   | Película                                         | Película                                       | Película              |
| Año        | Película                                         | Personaje                                      | Notas                 |
| ---------- | ------------------------------------------------ | ---------------------------------------------- | --------------------- |
| 1962       | El proceso                                       | Sacerdote                                      |                       |
| 1964       | Behold a Pale Horse                              | Reportero                                      |                       |
| 1966       | ¿Arde París?                                     | Debu-Bridel                                    |                       |
| 1968       | La novia vestía de negro                         | René Morane                                    |                       |
| 1968       | Besos robados / La hora del amor (Baisers volés) | Georges Tabard                                 |                       |
| 1969       | Détruire, dit-elle                               |                                                |                       |
| 1969       | Hibernatus                                       | Profesor Edouard Lauriebat                     |                       |
| 1971       | Out 1                                            | Thomas                                         |                       |
| 1971       | El soplo al corazón                              | Padre Henri                                    |                       |
| 1972       | Jaune le soleil                                  |                                                |                       |
| 1972       | The Old Maid                                     |                                                |                       |
| 1973       | The Day of the Jackal                            | Lebel                                          |                       |
| 1974       | Successive Slidings of Pleasure                  |                                                |                       |
| 1974       | Stavisky                                         | Docteur Mézy                                   | De Alain Resnais      |
| 1974       | Un linceul n'a pas de poches                     | Raymond                                        |                       |
| 1974       | El fantasma de la libertad                       | El sombrerero/Hatter                           |                       |
| 1974       | Caravan to Vaccares                              | Duc de Croyter                                 |                       |
| 1975       | Serious as Pleasure                              |                                                |                       |
| 1975       | India Song                                       | Vicecónsul de Lahore                           |                       |
| 1975       | The Romantic Englishwoman                        |                                                |                       |
| 1975       | Section spéciale                                 | Ministro del Interior                          |                       |
| 1975       | Aloïse                                           | El segundo doctor                              |                       |
| 1975       | Galileo                                          | Cardenal Barberini, más tarde Papa Urbano VIII |                       |
| 1976       | Son nom de Venise dans Calcutta désert           |                                                | Voz                   |
| 1976       | Mr. Klein                                        | Pierre                                         |                       |
| 1976       | Scrambled Eggs                                   |                                                |                       |
| 1977       | Une sale histoire                                |                                                |                       |
| 1977       | The Accuser (película)                           | Abéraud                                        |                       |
| 1977       | Jacques Prévert                                  |                                                |                       |
| 1978       | Bartleby                                         | El ujier                                       |                       |
| 1978       | Die Linkshändige Frau                            | El camarero                                    |                       |
| 1979       | Moonraker                                        | Hugo Drax                                      |                       |
| 1980       | Les jeux de la Comtesse Dolingen de Gratz        | Bertrand Haines-Pearson                        |                       |
| 1980       | Seuls                                            | El pintor                                      |                       |
| 1981       | The Bunker                                       | Martin Bormann                                 |                       |
| 1982       | Sweet Inquest on Violence                        |                                                |                       |
| 1982       | Mora                                             |                                                | Como escritor         |
| 1982       | Smiley's People                                  | Anton Grigoriev                                |                       |
| 1983       | Eréndira                                         | Senador Onésimo Sánchez                        |                       |
| 1983       | Enigma                                           | Bodley                                         |                       |
| 1984       | Le Bon Roi Dagobert                              | Saint Eloi                                     |                       |
| 1985       | L'éveillé du Pont de l'Alma                      | Antoine                                        |                       |
| 1985       | The Holcroft Covenant                            | Ernst Manfredi                                 |                       |
| 1985       | Billy Ze Kick                                    | Comisario Bellanger                            |                       |
| 1986       | El nombre de la rosa                             | Abad                                           |                       |
| 1988       | Niezwykla podróz Baltazara Kobera                |                                                |                       |
| 1989       | Souvenir                                         | Xavier Lorion                                  |                       |
| 1991       | Ma vie est un enfer                              | Gabriel                                        |                       |
| 1993       | Woyzeck                                          | El capitán                                     |                       |
| 1993       | Lo que queda del día                             | Dupont D'Ivry                                  |                       |
| 1995       | Jefferson in Paris                               | Luis XVI                                       |                       |
| 1995       | Nelly & Monsieur Arnaud                          | Dolabella                                      |                       |
| 1997       | Mauvais genre                                    | Honoré de Balzac                               |                       |
| 1998       | Don Juan                                         | Don Luis                                       |                       |
| 1998       | Let There Be Light                               | Monseigneur Loublié                            |                       |
| 1998       | Ronin                                            | Jean-Pierre                                    |                       |
| 2000       | Les Acteurs                                      | Man in the street                              | De Bertrand Blier     |
| 2003       | Kaena: The Prophecy                              | Opaz                                           | Voz, versión francesa |
| 2004       | 5x2                                              | Bernard                                        | De François Ozon      |
| 2005       | Bye Bye Blackbird                                | Robert                                         |                       |
| 2005       | Múnich                                           | Papa                                           |                       |
| 2006       | Los fantasmas de Goya                            | Padre Gregorio                                 |                       |
| 2007       | Une vieille maîtresse                            | Vizconde de Prony                              |                       |
| 2007       | Heartbeat Detector (La Question Humaine)         | Mathias Jüst                                   |                       |
| 2009       | Ágora                                            | Theon                                          |                       |
| 2010       | Des hommes et des dieux                          | Luc                                            |                       |
| 2011       | The Cardboard Village                            |                                                |                       |
| 2011       | Les hommes libres                                | Si Kaddour Ben Ghabrit                         |                       |
| 2012       | Gebo et l'Ombre                                  | Gebo                                           |                       |
| Televisión |                                                  |                                                |                       |
| Año        | Título                                           | Personaje                                      | Notas                 |
| 1986       | Le Tiroir secret                                 |                                                | Miniserie             |
| 1991       | Maigret et la Grande Perche                      | Señor Serre                                    | Serie de televisión   |
| 2001       | Maigret et la Croqueuse de Diamants              | Sir Lampson                                    | Serie de televisión   |

## Premios
Premios BAFTA
| Año  | Categoría              | Trabajo               | Resultado |
| ---- | ---------------------- | --------------------- | --------- |
| 1973 | Mejor actor de reparto | The Day of the Jackal | Nominado  |

Premios César
| Año  | Categoría              | Trabajo                 | Resultado |
| ---- | ---------------------- | ----------------------- | --------- |
| 1996 | Mejor actor secundario | Nelly y el señor Arnaud | Nominado  |
| 2008 | Mejor actor secundario | La cuestión humana      | Nominado  |
| 2011 | Mejor actor secundario | De dioses y hombres     | Ganador   |